# Hopefield Railway
| Zustand der Kapspur-Strecke im Jahre 2016 |                                                        |                              |                              |
| Streckenlänge: | Kalbaskraal–Hopefield: 76 km Hopefield–Saldanha: 67 km |                              |                              |
| Spurweite: | bis 1926: 610 mm ab 1926: 1067 mm                      |                              |                              |
| |                                                        |                              |                              |
| \| \| \| von Kapstadt \| \| \| \| \| Kalbaskraal \| \| \| \| \| nach Malmesbury \| \| \| \| \| Groenrivier \| \| \| \| \| Dassenberg \| \| \| \| \| Mamreweg \| \| \| \| \| Januarieskraal \| \| \| \| \| Darling \| \| \| \| \| Platteklip \| \| \| \| \| Kiekoesvlei \| \| \| \| \| Uilkraal \| \| \| \| \| Ganskraal \| \| \| \| \| Koperfontein \| \| \| \| \| Hopefield \| \| \| \| \| Portugees \| \| \| \| \| Bergrivier \| \| \| \| \| Kotze \| \| \| \| \| Langebaanweg \| \| \| \| \| Langeenheid \| \| \| \| \| \| \| \| \| \| Hafen Saldanha \| \| \| \| \| Bahnstrecke Sishen–Saldanha \| \| \| \| \| \| \| \| \| \| Vredenburg \| \| \| \| \| \| \| \| \| \| Saldanha Metal Plant \| \| \| \| \| Saldanha früher Hoetjies Bay \| \| |                                                        |                              |                              |
| Strecke |                                                        | von Kapstadt                 | von Kapstadt                 |
| Dienststation / Betriebs- oder Güterbahnhof |                                                        | Kalbaskraal                  | Kalbaskraal                  |
| Abzweig geradeaus, nach rechts und von rechts |                                                        | nach Malmesbury              | nach Malmesbury              |
| Blockstelle |                                                        | Groenrivier                  | Groenrivier                  |
| Blockstelle |                                                        | Dassenberg                   | Dassenberg                   |
| Blockstelle |                                                        | Mamreweg                     | Mamreweg                     |
| Blockstelle |                                                        | Januarieskraal               | Januarieskraal               |
| Dienststation / Betriebs- oder Güterbahnhof |                                                        | Darling                      | Darling                      |
| Blockstelle |                                                        | Platteklip                   | Platteklip                   |
| Blockstelle |                                                        | Kiekoesvlei                  | Kiekoesvlei                  |
| Blockstelle |                                                        | Uilkraal                     | Uilkraal                     |
| Blockstelle |                                                        | Ganskraal                    | Ganskraal                    |
| Blockstelle |                                                        | Koperfontein                 | Koperfontein                 |
| Dienststation / Betriebs- oder Güterbahnhof |                                                        | Hopefield                    | Hopefield                    |
| Blockstelle |                                                        | Portugees                    | Portugees                    |
| Blockstelle |                                                        | Bergrivier                   | Bergrivier                   |
| Blockstelle |                                                        | Kotze                        | Kotze                        |
| Blockstelle |                                                        | Langebaanweg                 | Langebaanweg                 |
| Dienststation / Betriebs- oder Güterbahnhof |                                                        | Langeenheid                  | Langeenheid                  |
| Abzweig geradeaus, nach links und von links |                                                        |                              |                              |
| Abzweig geradeaus und nach links |                                                        | Hafen Saldanha               | Hafen Saldanha               |
| Kreuzung geradeaus oben |                                                        | Bahnstrecke Sishen–Saldanha  | Bahnstrecke Sishen–Saldanha  |
| Strecke von links (außer Betrieb) · Abzweig geradeaus und ehemals nach rechts |                                                        |                              |                              |
| Dienststation / Betriebs- oder Güterbahnhof (Strecke außer Betrieb) · Strecke |                                                        | Vredenburg                   | Vredenburg                   |
| Strecke nach links (außer Betrieb) · Abzweig geradeaus und ehemals von rechts |                                                        |                              |                              |
| Dienststation / Betriebs- oder Güterbahnhof |                                                        | Saldanha Metal Plant         | Saldanha Metal Plant         |
| Betriebs-/Güterbahnhof Streckenende |                                                        | Saldanha früher Hoetjies Bay | Saldanha früher Hoetjies Bay |

Die Hopefield Railway, auch Kalabas Kraal–Hopefield Railway, heute Railway Kal(a)baskraal–Hopefield–Saldanha, ist eine südafrikanische Eisenbahnstrecke nördlich von Kapstadt. Sie wurde im Februar 1903 von der Cape Government Railways (CGR) als Schmalspurstrecke mit 610 mm Spurweite eröffnet. 1926 wurde auf Kapspur umgespurt und die Eisenbahn seither so betrieben. Die Eisenbahn dient heute nur noch dem Güterverkehr. Das Streckenende in Saldanha gehört zum westlichsten Abschnitt des Schienennetzes in Südafrika.

## Geschichte
Gegen Ende des 19. Jahrhunderts verlangten die Bauern aus der Region um Hopefield nach einer eigenen Bahnstrecke, um ihre Erzeugnisse nach Kapstadt zu bringen. Das Hopefield Railway Committee schaffte es, durch Lobbyarbeit die Regierung der Kapkolonie vom Vorhaben zu überzeugen, sodass sie 1900 den Bau einer Schmalspurbahn für 135.000 £ bewilligte. Die Erdarbeiten berücksichtigten bereits eine mögliche Umspurung auf Kapspur.
Noch im selben Jahr wurden Vermessungsarbeiten durchgeführt und beschlossen, dass die Bahn bei Kalbaskraal (auch andere Schreibweisen üblich) von der kapspurigen Bahnstrecke nach Eendekuil abzweigen soll. Wegen der verschiedenen Spurweiten musste in Kalbaskraal eine Umschlaganlage gebaut werden. Damit der Umlad einfacher zu bewerkstelligen war, wurden die Gleise der Schmalspurbahn erhöht angeordnet, sodass die Böden der Wagen trotz der verschiedenen Spurweiten auf der gleichen Höhe waren. Die 76 km lange Trasse der Schmalspurbahn wurde nicht auf direktem Weg nach Hopefield, sondern über Darling geführt, um möglichst viel landwirtschaftlich genutzte Fläche zu erschließen. Die Bauarbeiten begannen 1901, Darling wurde am 4. Oktober 1902 und Hopefield am 28. Februar 1903 erreicht.
Im Mai 1904 wurde ein Bericht des für die Bahn zuständigen Regierungsausschusses veröffentlicht, der einige Missstände festhielt. Neben mangelnder Betriebsführung wurden die hohen Frachtgebühren beanstandet. Weiter schien es an Niederbordwagen und gedeckten Güterwagen zu mangeln. Güterschuppen waren nicht vorhanden, ebenso ein Dach über der Umschlaganlage in Kalbaskraal. Die Bahnhöfe waren nicht umzäunt, sodass Kühe das zum Transport bereitgestellte Gemüse fraßen. Weiter sollte der Reisezugverkehr verbessert und beschleunigt werden, um in Kalbaskraal den Frühzug nach Kapstadt zu erreichen.
Wenngleich die Bahn nicht jedes Jahr einen Gewinn ausweisen konnte, erfüllte sie grundsätzlich die Transportaufgaben für die Landwirtschaft, sodass sie bis Februar 1913 über Vredenburg nach Hoetjies Bay (heute Saldanha) verlängert wurde und Kreuzungsstationen eingebaut wurden.
Die Strecke wurde auf Kapspur umgebaut; der erste Zug befuhr am 19. Dezember 1926 die Strecke in der neuen Spurweite.

## Fahrzeuge

### Triebfahrzeuge

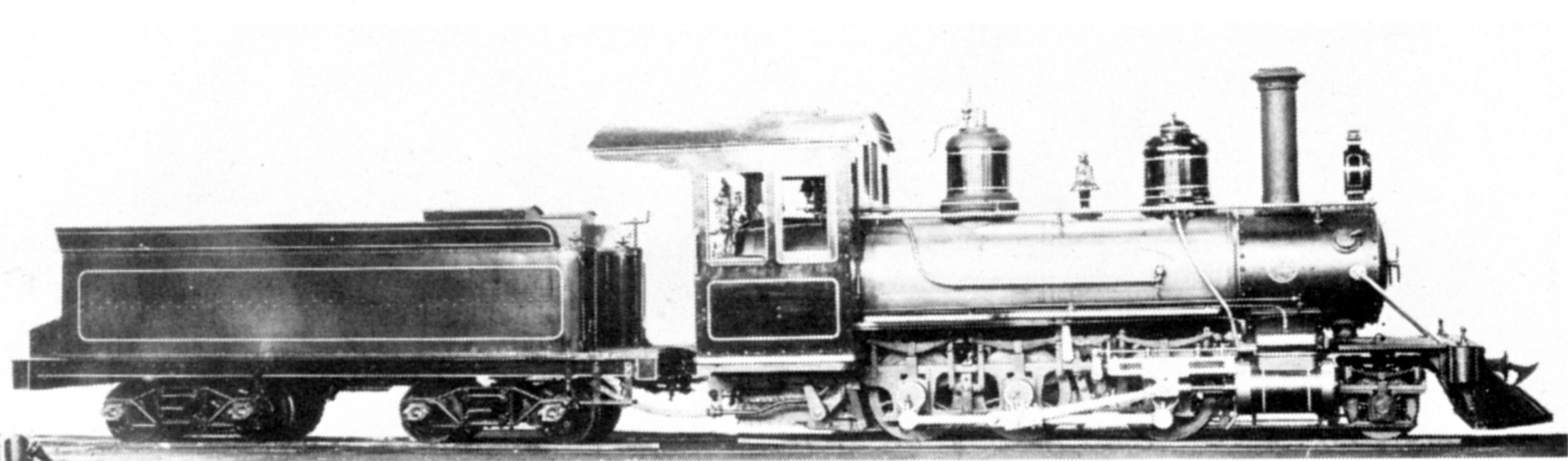
Von Baldwin gelieferte Dampflokomotive

Bereits für den Bau der Bahn wurden bei Baldwin in den USA drei Dampflokomotiven mit der Achsfolge 1'C beschafft. Sie erhielten die Nummern 1 bis 3, wurden später als CGR Nr. NG 1 bis 3 bezeichnet, wobei das Kürzel NG für Narrow Gauge (deutsch: „Schmalspur“) stand. Diese Lokomotiven bewältigten den gesamten Verkehr der Bahn, bis 1907 noch ein achtplätziger Benzintriebwagen beschafft wurde.
Mit der Verlängerung der Hopefield Railway nach Hoetjies Bay wurde eine vierte Lokomotive gleicher Bauart wie die Nr. 1 bis 3 beschafft, die 1913 den Betrieb aufnahm. Ebenso gelangten die Lokomotive NG 25 vom CGR-Typ A und eine Lokomotive des CGR-Typ B zur Hopefield Railway. Beide Lokomotiven liefen ursprünglich bei der Avontuur Railway. Zeitweise war auch eine NG 9 Lokomotive im Einsatz.
1915 wurden alle von Baldwin gelieferten Lokomotiven bis auf die Nr. 3 an Südwestafrika abgegeben, wo sie dringend gebraucht wurden, um den Lokomotivmangel nach dem Ersten Weltkrieg in Südwestafrika zu bekämpfen.

### Wagen

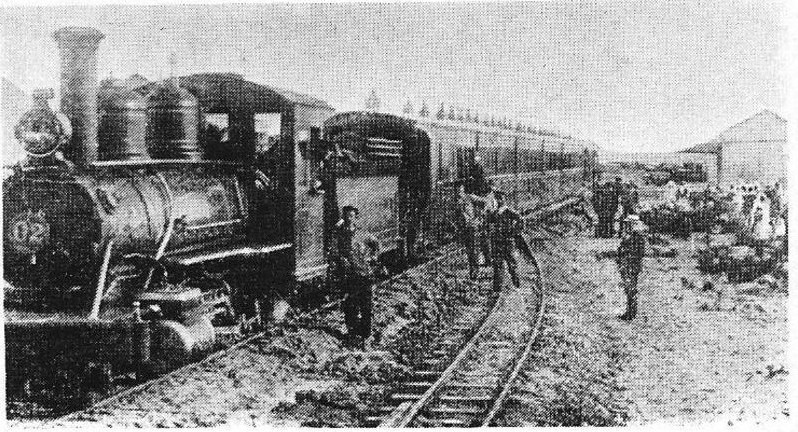
Lokomotive Nr. 2 mit dem Dampfzug in Hopefield, der aus allen verfügbaren Reisezugwagen bestand.

Bei der Eröffnung standen dem Betrieb zwei 1.-Klasse-Wagen mit vier Abteilen, zwei 3.-Klasse-Wagen mit fünf Abteilen sowie fünf Halbgepäckwagen mit zwölf Plätzen 1. Klasse zur Verfügung. Letztere dienten auch als Aufenthaltsort des Zugpersonals und wurden als Güterzugbegleitwagen eingesetzt.
Für den Güterverkehr standen 20 Niederbordwagen, 4 Flachwagen, 32 Viehwagen, 3 Paar Drehschemelwagen für Holztransporte sowie ein handbetriebener 6-Tonnen-Schienenkran zur Verfügung. Ein Teil der Güterwagen wurde wahrscheinlich als Flachwagen geliefert und erst nachträglich umgebaut.
Nach der Umspurung der Strecke wurden die Fahrzeuge der Hopefield Railway bei anderen 610-mm-Spur-Bahnen der Südafrikanischen Union eingesetzt.

## Betrieb
Bereits bei der Eröffnung waren nur die Bahnhöfe Kalbaskraal, Darling und Hopefield besetzt. Das Lokomotivdepot war in Kalbaskraal.
Reisezüge verkehrten am Montag, Mittwoch und Freitag ab Kalbaskraal und kehrten am Dienstag, Donnerstag und Samstag wieder zurück. Weil dieses Angebot den lokalen Großgrundbesitzern zu dürftig war, wurde ein Triebwagen beschafft, der an den Tagen ohne Dampfzug verkehrte. Er führte ab 1907 unter dem Namen Theater Special Extrafahrten für den Besuch des Theaters in Kapstadt aus.